# Entronque de Herradura
Entronque de Herradura ist ein concejo und eine Stadt in der kubanischen Provinz Pinar del Río.